# Fatata te Mouà
Fatata te Mouà (Aan de voet van een berg) (Frans:Au pied de la montagne) is de titel van een schilderij van Paul Gauguin. Hij schilderde het in 1892 op Tahiti. Sinds 1948 maakt het deel uit van de collectie van de Hermitage in Sint-Petersburg.

## Eerste verblijf op Tahiti
Gauguin woonde van 1891 tot 1893 op Tahiti, op zoek naar de natuurlijke eenvoud en harmonie die uit het moderne leven in Europa verdwenen waren. Toen hij in de hoofdstad Papeete al snel merkte dat de traditionele leefwijze door de komst van de Europeanen verloren was gegaan, trok Gauguin verder naar Mataiea, een dorp aan de zuidkust van het eiland. Hier maakte hij veel schilderijen die het landschap en leven op het eiland als onderwerp hadden. Door geldzorgen geplaagd, was de schilder in 1893 gedwongen om terug te keren naar Frankrijk.

## Voorstelling
Gauguin geeft het Tahitiaanse landschap op Fatata te Mouà in grote, scherpe kleurvlakken weer. Een ruiter en een wandelende man zijn de enige menselijke wezens op het schilderij. Volgens de Zweedse antropoloog Bengt Danielsson, die een boek aan Gauguins tijd op Tahiti gewijd heeft, komt dit beeld met de werkelijkheid overeen. Door de kolonisatie was de bevolking sterk afgenomen.
Een grote boom neemt een centrale plaats op het schilderij in. Deze boom, die hier nog tamelijk natuurgetrouw geschilderd is, komt ook voor op een aantal andere schilderijen, zoals Matamua en Nave Nave Moe. In deze latere werken heeft de boom een sterk symbolische lading gekregen en verwijst naar de maangodin Hina. Het schilderij stond lange tijd bekend onder de titel De grote boom. De correcte vertaling van de titel die Gauguin het werk zelf meegaf, Fatata te Mouà, is echter Aan de voet van een berg.

## Herkomst
- 1893: Het schilderij is te zien op een tentoonstelling bij Paul Durand-Ruel.
- 1895: Gauguin geeft het doek in bewaring aan zijn vriend Georges Chaudet in Parijs.
- ca. 1899: Na de dood van Chaudet komt het werk in bezit van de kunsthandelaar Ambroise Vollard.
- 29 april 1908: Ivan Morozov koopt het schilderij voor 8.000 frank.
- 1918: Overgebracht naar het Museum voor Nieuwe Westerse Schilderkunst-2 in Moskou.
- 1923: Dit museum gaat op in het Staatsmuseum voor Nieuwe Westerse Kunst.
- 1948: Overgebracht naar de Hermitage.

## Afbeeldingen

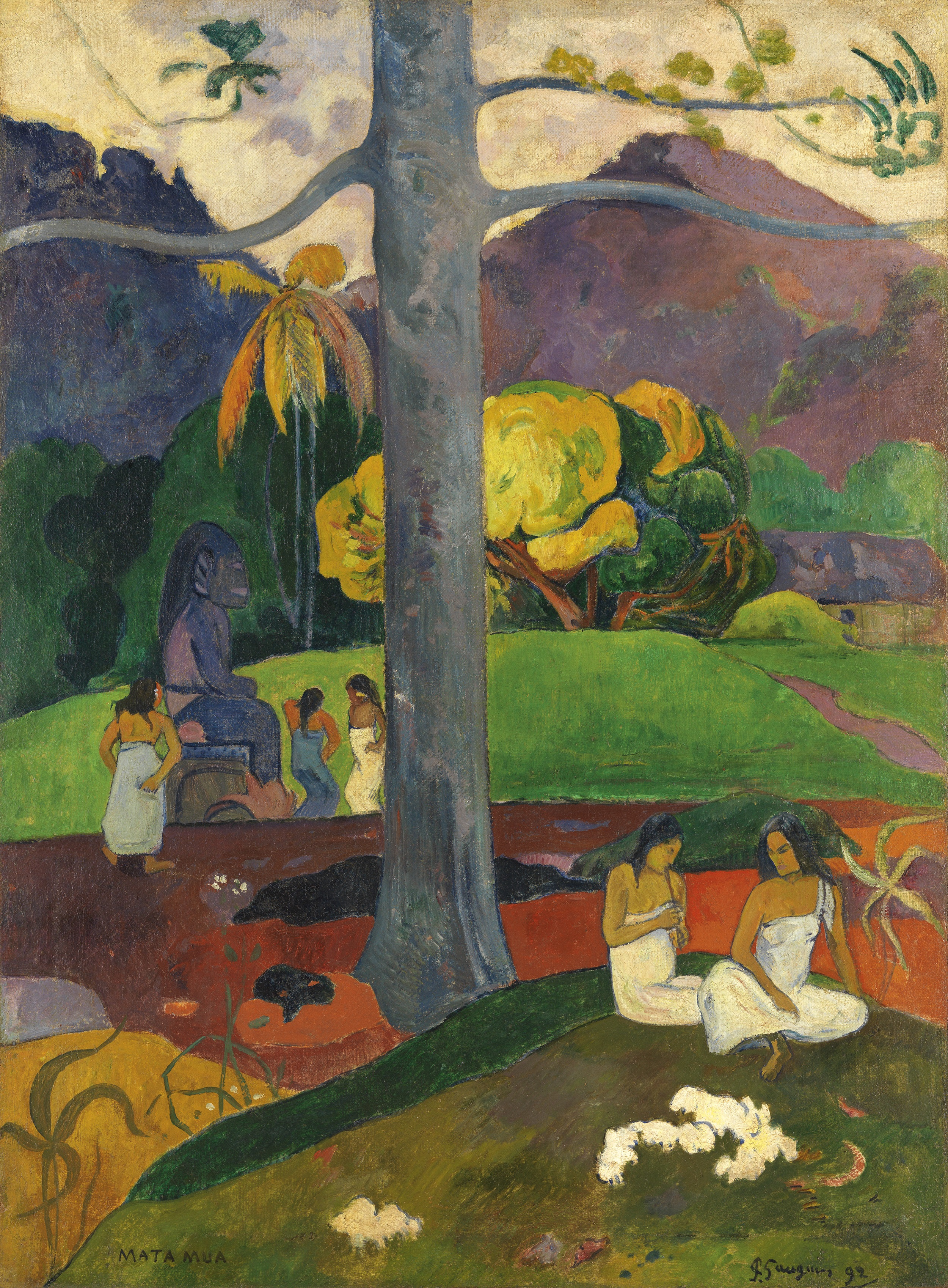
Matamua (1892)
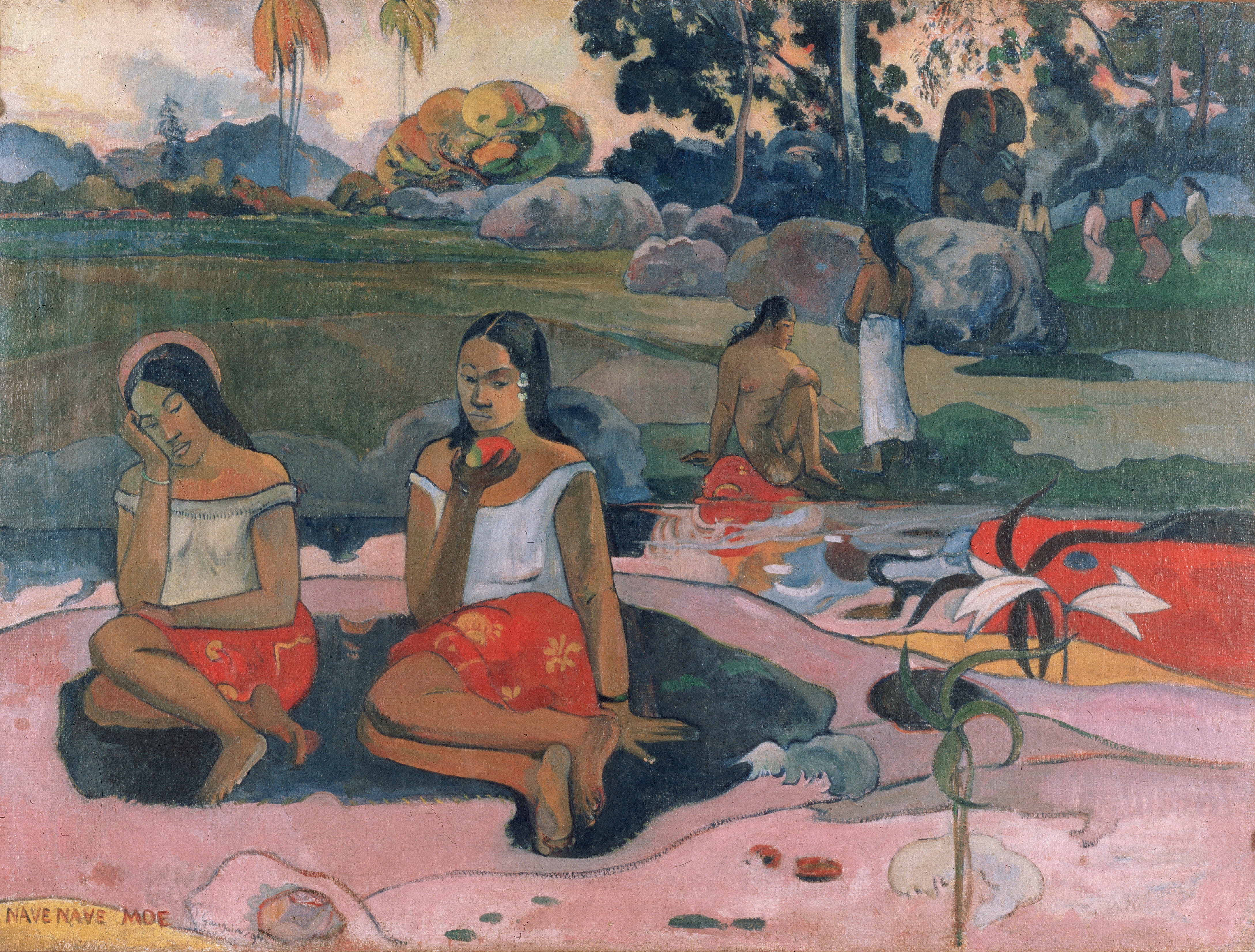
Nave Nave Moe (1894)
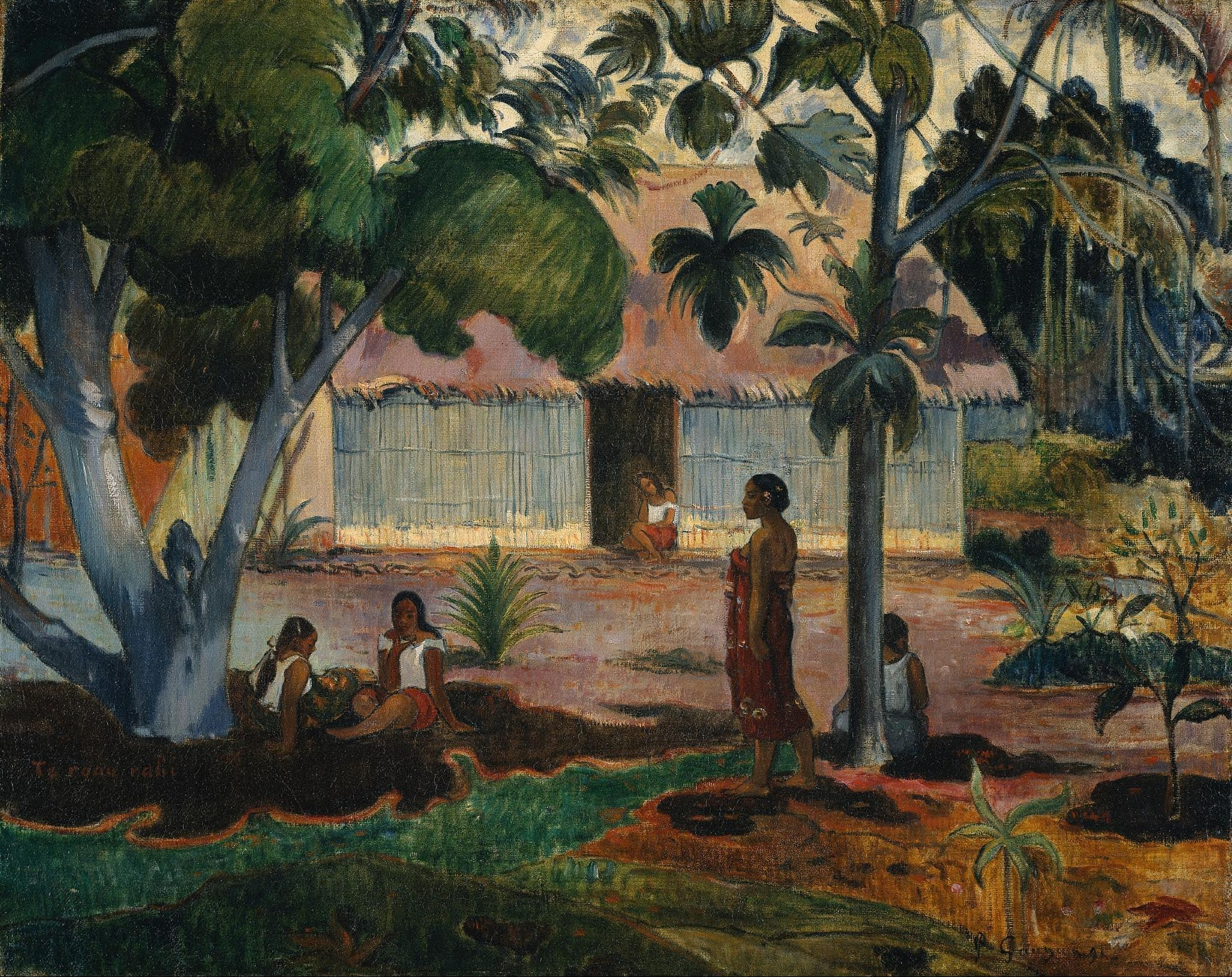
Te raau rahi (De grote boom) (1891)